# Cnesmocarpon dasyantha
Cnesmocarpon dasyantha là một loài thực vật có hoa trong họ Bồ hòn. Loài này được (Radlk.) Adema mô tả khoa học đầu tiên năm 1993.